# Phallodrilus parthenopaeus
Phallodrilus parthenopaeus är en ringmaskart som beskrevs av Pierantoni 1902. Phallodrilus parthenopaeus ingår i släktet Phallodrilus och familjen glattmaskar. Arten är reproducerande i Sverige. Inga underarter finns listade i Catalogue of Life.